# Francesco Vandelli (architetto)
Francesco Vandelli (Modena, 4 ottobre 1795 – Modena, 7 agosto 1856) è stato un architetto e ingegnere italiano.

## Biografia
Vandelli Maria Francesco, nacque a Modena il 4 Ottobre 1795, figlio del nobile dottore in medicina, chirurgo e professore Luigi Vandelli e di Marianna Monari.
La viva passione per gli studi umanistici e scientifici lo condusse a laurearsi velocemente sia in filosofia che in ingegneria summa cum laude.
Vandelli fu prima allievo e poi docente dell'Istituto dei Cadetti Matematici, dove ottenne la cattedra di architettura e disegno. Frequentò anche l'Accademia Atestina, dove conseguì il diploma in architettura e agrimensura, e dove fu allievo di Giuseppe Maria Soli. Coprotagonista del rinnovamento edilizio a Modena negli anni della Restaurazione, si perfezionò all'accademia nobile militare Estense nel 1821.
Nel 1830 subentrò a Gusmano Soli nella carica di architetto di corte, assumendo così la direzione dei principali cantieri, compreso, quello prestigioso del complesso ducale.
Vandelli sostenne il programma di un'architettura austera dell'epoca, appoggiando e potenziando al tempo stesso la linea governativa rivolta alle architetture di servizio. Membro attivo della Commissione d'Ornato, fu protagonista del programma di abbellimento cittadino avviato per volontà dal Duca Francesco IV d'Este per il quale progettò anche il nuovo Foro boario (1833-1839). Fu anche responsabile dei cantieri di restauro che in quegli anni coinvolsero alcuni edifici religiosi. Alla realizzazione del nuovo piano urbano che vide non solo la realizzazione del Foro ma anche le ampie trasformazioni dell'isolato compreso tra porta Sant'Agostino, Terranova e piazza d'armi, concorsero in anni successivi, anche Giovanni Lotti e Teobaldo Soli (1817-1889).
Nel corso della sua carriera si occupò anche di scienze e tecnologie militari.
Nella sua lunga carriera di architetto di corte del Ducato di Modena ricoprì vari incarichi pubblici:
- Professore Onorario dell'Accademia di Belle Arti;
- Segretario dell'Accademia di Belle Arti nel 1830;
- Membro dell'Accademia di Scienze, Lettere e Arti;
- Professore di Architettura e Disegno nel Convitto dei Cadetti Pionieri.

Il Duca Francesco IV d'Este gli affiancò alla carica di Architetto di Stato quella di Colonnello della Milizia Volontaria istituita dopo i moti del 1831.
Francesco Maria Vandelli si spense a Modena il 7 Agosto 1856, e la città gli rese onore con una messa da requiem pubblica presso il Teatro comunale da lui stesso progettato.

## Opere
Vandelli Francesco ha lasciato testimonianza della sua opera in numerosi edifici, chiese, palazzi, che ha progettato, edificato o restaurato nella città di Modena, tra questi vi sono:
- Palazzo ducale (intervento nella progettazione della parte settentrionale ed orientale);
- Sistemazione frontale degli edifici della piazza ducale;
- Pinacoteca civica;
- Fabbricato della Manifattura Tabacchi;
- Fabbricato del Macello dei bovini e suini;
- Foro boario;
- Cappella Mortuaria Estense nella Chiesa di San Vincenzo;
- Villa Pignatti;
- Villa Gandini;
- Villa Vandelli;
- Palazzo Santa Margherita;
- Teatro Comunale di Modena.

L'opera forse più celebre a cui è legato il nome di Vandelli è il Teatro Comunale di Modena, progettato nel 1838 e inaugurato il 2 ottobre 1841.
Su suo disegno, si realizzò inoltre l'arredo solenne in argento dell'altare di San Geminiano posto nella cripta, raffinato esempio neoclassico dell'orafo Geminiano Vincenzi.
Vandelli si dedicò anche a lavori più modesti: la parrocchia di Lesignana all'epoca l'unico punto di aggregazione per il popolo venne da lui ristrutturata ed abbellita dal 1840 al 1844. Nacque così il cosiddetto Tempio neoclassico del Vandelli.

## Contributi scientifici
Vandelli contribuì alle scienze grazie ad opere che si riconducono principalmente allo studio del suolo e della sua meccanica. Si ricorda per questo il De solis un'opera che è il precursore per il calcolo della meccanica del suolo, sino ad allora infatti il suolo non veniva considerato come un omogeneo dotato di densità ed elasticità. Notevoli anche gli articoli pubblicati riguardanti il calcolo della resistenza alla compressione ed allo sforzo di taglio e le interazioni con le fondazioni. Celebre un suo Trattato di Architettura e le sue accademiche Lezioni di Matematica e Geometria.